# Biel Mesquida Amengual
Biel Mesquida Amengual   (Castelló de la Plana, 9 de gener de 1947) és un escriptor, poeta i professor universitari mallorquí.

## Biografia
Va néixer el 9 de gener de 1947 a la ciutat de Castelló de la Plana, capital de la comarca valenciana de la Plana Alta. Fill dels mestres mallorquins Gabriel Mesquida Vich i Paulina Amengual Payeras, viu a Mallorca des de la seva infantesa. És llicenciat en Biologia i en Ciències de la Informació i ha fet feina a la Universitat de les Illes Balears, primer com a cap de premsa i després com a director de projectes culturals fins a la seva jubilació.
Com a escriptor, es va donar a conèixer l'any 1973 quan guanyà el Premi Prudenci Bertrana amb L'adolescent de sal, però el llibre no es va poder publicar fins al cap de dos anys per problemes de censura. Mesquida va ser un dels primers escriptors que es van atrevir amb la temàtica gai a l'Espanya de la transició. En la dècada de 1980 va col·laborar amb Alberto Cardín en alguns projectes. Així, va escriure el 1974 El bell país on els homes desitgen els homes, que no va poder publicar fins a 1985, però que va donar a conèixer en lectures que realitzava ell mateix. El llibre tracta l'amor homosexual com quelcom revolucionari, transgressor, que trenca l'ordre establert i que realitza l'individu. És una poesia radical, que forma la primera col·lecció explícitament gai publicada a Catalunya.
L'any 2005 fou guardonat amb la Creu de Sant Jordi de la Generalitat de Catalunya. El 2021 va rebre el Premi Trajectòria de la Setmana del Llibre en Català.
L'any 2021, el Gremi de Llibreters de Vell de Catalunya l'incorporà al "panteó" del monument Homenatge al Llibre de Joan Brossa del Pg. de Gràcia de Barcelona, iniciativa que fou aprofitada per altres entitats del sector del llibre per retre-li també un merescut homenatge.

## Premis literaris
Al llarg de la seva carrera ha rebut diversos premis literaris
- 1973: Premi Prudenci Bertrana de novel·la per L'adolescent de sal
- 1995: Premi de la Crítica de narrativa catalana per Excelsior o El temps escrit
- 1996: Premi Ciutat de Barcelona per Excelsior o El temps escrit
- 1998: Premi Ciutat de Palma-Llorenç Villalonga de novel·la per Vertígens
- 2006: Premi Nacional de Literatura per Els detalls del món

## Obres

### Narrativa breu
- 1977: Self-service (amb Quim Monzó), Iniciativas Editoriales
- 1985: Cap-cap: de Dürer als cèsars
- 1985: El bell país on els homes desitgen els homes, Els Llibres de Glauco
- 1999: Som l'altre
- 2001: T'estim a tu, Editorial Empúries
- 2002: Camafeu, Editorial Empúries
- 2005: Els detalls del món, Editorial Empúries
- 2008: Acrollam, Editorial Empúries
- 2015: Trèmolo, Editorial Empúries
- 2022: Encarnacions, LaBreu Edicions

### Novel·la
- 1975: L'adolescent de sal, Edicions 62[7]
- 1977: Puta Marès (Ahí), Iniciativas Editoriales
- 1990: Doi, Editorial Empúries
- 1995: Excelsior o El temps escrit, Editorial Empúries
- 1999: Vertígens, Barcelona: Edicions 62
- 2012: Llefre de tu, Barcelona: Club Editor

### Poesia
- 1985: El bell país on els homes desitgen els homes, Laertes.
- 1994: The blazing library, Universitat de les Illes Balears - Caixa de Balears.
- 1999: Som l'altre. Amb Magí Baleta. Edició de bibliòfil.
- 2002: Paraula de poeta, Conselleria d'Educació, Cultura i Joventut.
- 2004: Com passes d'ocell a l'aire, Cafè Central-Eumo.
- 2021: Carpe Momentum, Eumo Editorial.

### Prosa no de ficció
- 1980: Mallorquins a Barcelona, Ajuntament de Barcelona
- 1981: Notes de temps i viceversa
- 1982: Xènius, Escriptura, Premsa
- 2015: L'ull Gaudí
- 2023: Passes per Palma, ViBop Edicions

### Teatre
- 2012: Els missatgers no arriben mai, Pollença: El Gall Editor